# Jennifer Marsala
Jennifer Marsala est une actrice et assistante réalisatrice américaine née dans le Massachusetts aux États-Unis.

## Filmographie

### Actrice

#### Cinéma
- 2005 : Venice Underground : Partygoer
- 2009 : Glitches : Michelle
- 2009 : Birth Control: Toast : Kathy

#### Télévision
- 2007 : Passions (Saison 1, Épisode 1968) : une Infirmière
- 2010 - 2011 : Lie to Me : Anna, une employée du groupe Lightman
- 2015 : Grey's Anatomy (Saison 12, Episode 3) : Laurie
- 2019 : NCIS (Season 16, Episode 21) :

### Assistante-réalisatrice
- 2009 : The Hurricane Fist : Premier Assistant Réalisateur